# Борис Папазов
Борис Маринов Папазов е български футболист, атакуващ полузащитник, бивш юношески национал на България.

## Футболна кариера
Започва кариерата си в столичния клуб Септември, като учи и в спортното 57-о училище в кв. „Красна поляна“. На 12-годишна възраст заминава за Австрия, става част от школата на именития австрийски тим ЛАСК Линц, като на 16 години дебютира за втория отбор на клуба.
През 2006 година се завръща в България, като се присъединява към отбора на ПФК Литекс (Ловеч). Благодарение на добрите си игри, Папазов става неизменна част от юношеския национален отбор, а малко повече от година по-късно преминава в ДЮШ на ПФК Левски (София), като играе за юношите старша възраст на отбора.
През 2007 година сензационно заминава за Испания, където се присъединява към отбора на Хетафе КФ, като играе за U-19 на клуба. Остава там в продължение на две години, след което преминава в редиците на австрийския ФК Велс, където играе заедно с друг българин – Милан Коприваров.
Завръща се в България, а през 2009 година преминава проби в многократния чешки шампион Спарта (Прага), но до договор не се стига.
През 2011 година подписва с отбора на Академик, с който участва в Западната „Б“ ФГ. През лятото на 2012 г. започва подготовка с ФК Сливнишки герой, като е картотекиран в отбора през август същата година.
Дебютира за клуба на 2 септември 2012 година в мача срещу родния Септември Сф, като бележи третото попадение в мача, за крайното 4 – 0. След края на есенния полусезон напуска Сливнишки герой.
През сезон 2013/2014 подписва професионален договор с отбора на Чавдар (Троян), привлечен от играещия треньор Боян Иванов. Той записва 30 мача в А окръжна където записва 9 гола и 16 асистенции. През сезон 2016/2017 той все още се подвизава в елитния троянски отбор.